# Voglarji
Voglarji este o localitate din comuna Nova Gorica, Slovenia, cu o populație de 113 locuitori.